# 野罂粟
野罌粟（學名：Papaver nudicaule）是罂粟科罂粟属多年生草本植物，但通常作一年生或二年生植物栽培。原产中国新疆、甘肃、宁夏、陕西、山西、河北、北京、内蒙古、黑龙江、吉林、湖北、四川以及中亚、北亚和北美洲北部。虽然又名冰島罌粟，但冰岛并非其原产地。花朵呈碗狀及白色或黃色，質感像紙。莖有毛及彎曲，葉子呈藍綠色，長約1－6吋。它們的所有部份都可能含有毒的生物鹼。它們亦含有白屈菜鹼。

## 品種

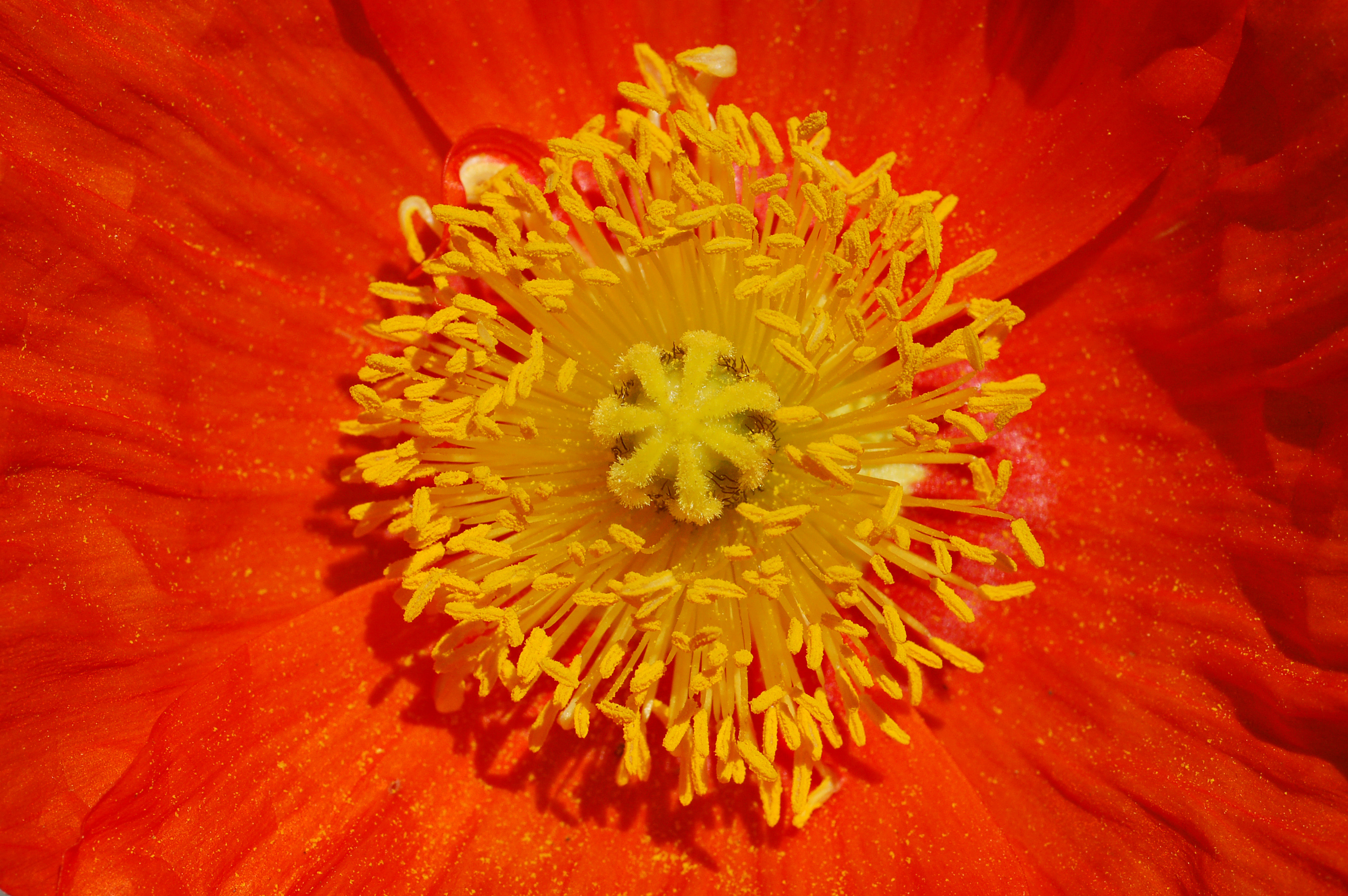
栽培品種Champagne Bubbles的近鏡。

栽培品種可以是黃色、橙色、鯉色、玫瑰色、粉紅色、奶白色及白色，也有雙色的品種。 品種包括：
- Champagne Bubbles：長15吋，呈橙色、粉紅色、深紅色、杏色、黃色及奶白色；
- Wonderland：長10吋，花朵可以闊達4吋；
- Flamenco：邊緣白色，高1.5－2呎；
- Party Fun：長1呎，第一年於秋天開花，第二年則在春天；
- Illumination及Meadow Pastels：長2呎，可能是最高的品種；
- Matador：長16吋，花朵呈深紅色及長5吋；
- Oregon Rainbows：花朵雙色，可能是太平洋西北地區最好的品種。[3]

## 栽種
野罌粟喜歡淺及疏水的土壤，並陽光普照的地方。它們很難抵禦熱天，在一季間就會枯竭。
野罌粟的種子異常的微小，但直根卻很長。其種子很適合在秋天種植，最強壯的也是在秋天種植的。在冬天時，它們只適合在室內種植，當高約2－4吋時才移植至理想的地方。在涼快的夏天種植的話，它們可以生存2－3季，並於初春至冬天開花。
野罌粟是罌粟類花卉中最適合做切花的種類，在適當的時候採收及處理，可以使切花的瓶插壽命持續數天。在花苞剛剛開始展開的時候將花採收下來，花採下來後，將花莖基部浸在沸水中或是用火燒烤切口10秒鐘，這樣做可以讓花莖內的白色汁液不致洩漏出來，可以延長切花的瓶插壽命。

## 遺傳

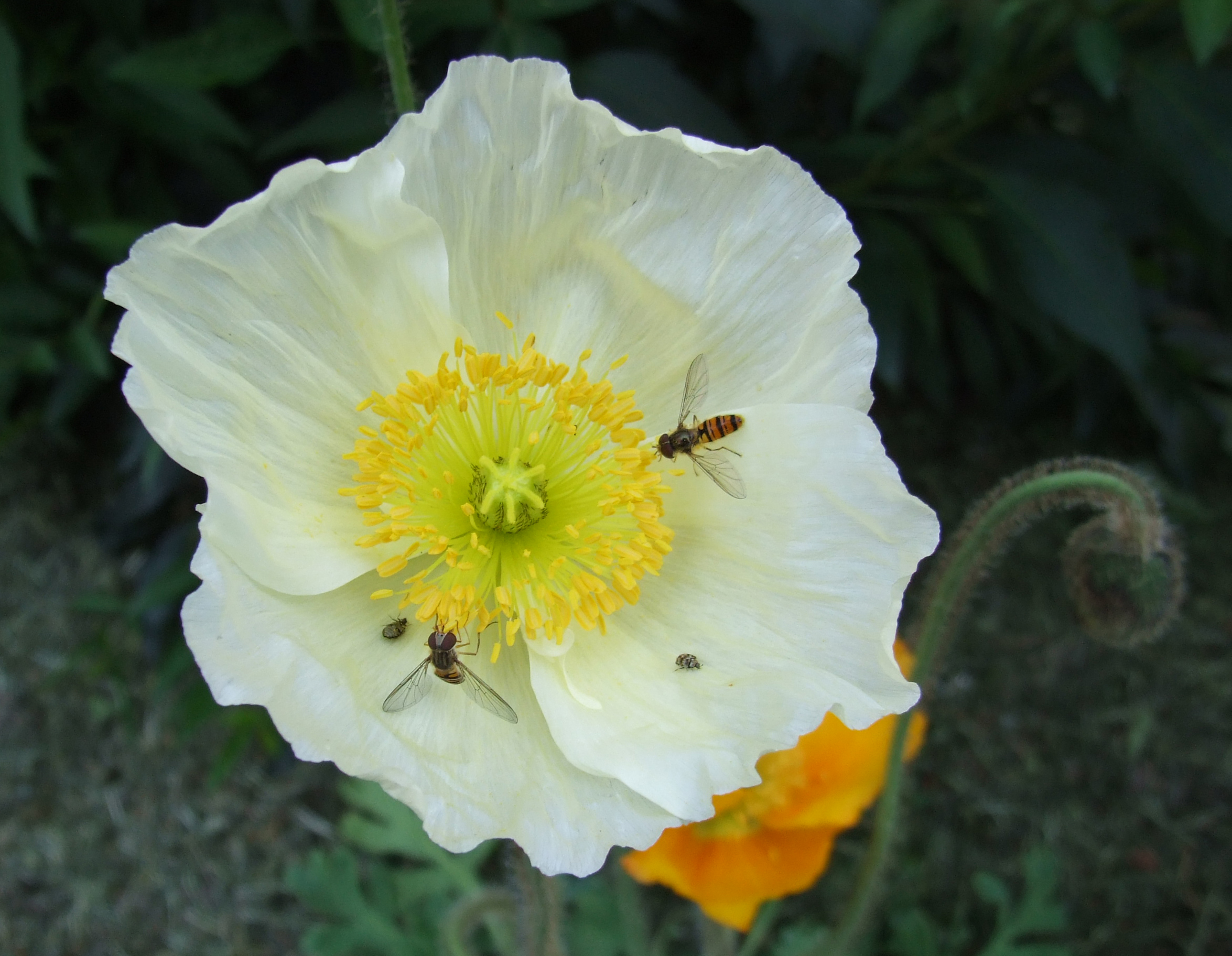
野罌粟花以白色为顯性。

野罌粟的花朵顏色在遺傳學上以白色較黃色為顯性。其他的顏色，如橙色等都是隱性。

## 外部連結
- 野罌粟 Yeyingsu （页面存档备份，存于） 藥用植物圖像資料庫 (香港浸會大學中醫藥學院) （繁體中文）（英文）